# 擬スカラー
擬スカラー（ぎスカラー、英: pseudo-scalar）は、座標の反転にたいして符号が変わるスカラー。
2つのベクトル A, B のドット積（内積、スカラー積）を考える（ここでは直交座標系を考える）：
{\displaystyle {\boldsymbol {A}}\cdot {\boldsymbol {B}}=A_{x}B_{x}+A_{y}B_{y}+A_{z}B_{z}.}
この内積において、(x, y, z) 各軸を (−x, −y, −z) と反転させたとき、内積の符号が変わるような場合を擬スカラーと言う。
これは、ベクトル A, B それぞれが極性であるか軸性であるかによる。極性ベクトルは、通常の速度や力のようなベクトルであり、軸性ベクトルは角速度や力のモーメントのようなベクトルである。極性ベクトルは座標の反転により符号が変わるが、軸性ベクトルは座標の反転により符号は不変である。このため、ベクトル A, B が共に極性或いは軸性ならば座標の反転に対してその内積の符号は反転しないが、A, B いずれかが極性で片一方が軸性の時は内積の符号が反転する。この場合が擬スカラーとなる。
軸性ベクトル (axial vector) のことを、擬ベクトル (pseudo vector) とも言う。
ベクトル A, B がいずれも極性ベクトルで、更に第3のベクトル C を考え、これも極性ベクトルのとき、次の結果、
{\displaystyle ({\boldsymbol {A}}\times {\boldsymbol {B}})\cdot {\boldsymbol {C}}}
も擬スカラーとなる（×はクロス積（外積、ベクトル積）である）。これは極性ベクトル同士の外積は軸性ベクトルになるためである。
またスカラーポテンシャル φ における関係、
{\displaystyle {\boldsymbol {F}}=-\nabla \phi }
において、ベクトル F が軸性ベクトルなら、φ は擬スカラーとなる。これはベクトル F が座標の反転に対し符号が不変なので、∇部分（微分の部分）が反転に対し符号を変えるので、スカラーポテンシャルである φ も符号を変える（つまり擬スカラー）ためである。